# Harpactognathus
Harpactognathus (nombre que significa "mandíbula aferrante") fue un género de pterosaurio que vivió en el período Jurásico Superior en la formación de Morrison del Condado de Albany, Wyoming, en Estados Unidos. Está basado en el ejemplar NAMAL 101, un cráneo parcial consistente en el hocico, recuperado cerca de Bone Cabin Quarry en 1996. El nombre de la especie honra al descubridor, Joe Gentry, un voluntario de los Laboratorios Paleontológicos Occidentales, en Lehi, Utah.
Sus descriptores lo encontraron muy similar entre los pterosaurios a Scaphognathus, aunque sería sustancialmente mayor (la longitud estimada del cráneo es de 280-300 milímetros, y una envergadura estimada de al menos 2.5 metros. Debido a su semejanza, Harpactognathus fue asignado a la subfamilia Scaphognathinae de la familia Rhamphorhynchidae. Este género es también notable por tener una cresta ósea baja corriendo a lo largo del hocico hasta la punta del pico (las crestas óseas de los pterosaurios usualmente no alcanzan la punta) y por ser el más antiguo pterosaurio conocido de la formación de Morrison, habiendo sido encontrado en el Miembro Salt Wash (Kimmeridgiense).

## Paleobiología
Como un ranforrínquido, Harpactognathus pudo haber sido un depredador aéreo de pequeñas presas; los autores hipotetizaron que los escafognatinos se especializaban en vivir en hábitats de agua dulce de tierra adentro.